# Моринський навчально-виховний комплекс

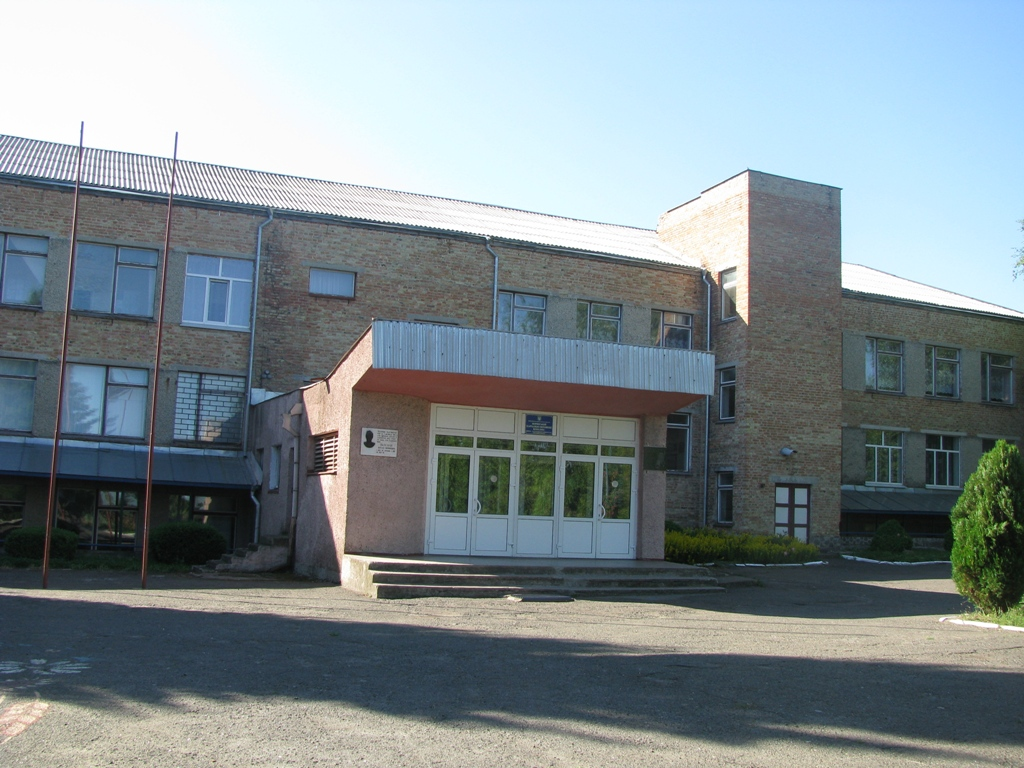
Моринський навчально-виховний комплекс

Моринський навчально-виховний комплекс — навчальний заклад, у складі якого функціонує дошкільна група «Росинка» та загальноосвітня спеціалізована сільськогосподарська школа I—III ступенів. Знаходиться у селі Моринці Корсунь-Шевченківського району Черкаської області. Навчально-виховний комплекс носить ім'я Героя Радянського Союзу Анатолія Порфировича Харковця.

## Історія закладу

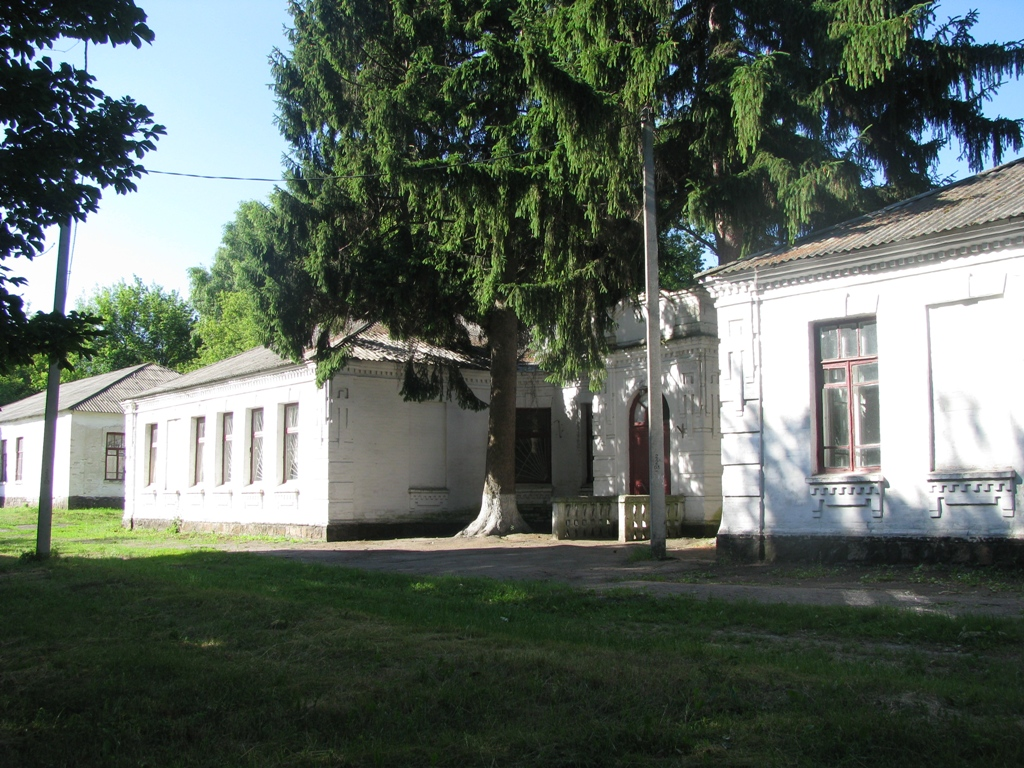
Моринська середня школа

До 1913 року на території села працювала церковноприходська школа. У ній вів заняття один учитель, який обирався громадою. З кожної сім'ї, в якій були учні, збирали певну суму грошей та трохи зерна, щоб заплатити вчителеві за його працю. Навколо школи було посаджено акації, яблуні, викопано колодязь. До школи ходили діти із Ситників і Моринців. Із Ситників дітей ходило багато, а тому учні ділились на два класи: ситницький — А клас і моринський Б — клас. Школа в той час мала таку назву: «Моринецькое двухкласное училище Каневского уезда». Приміщення школи було старим і тісним, тому й вирішили побудувати нове приміщення.
Щоб розпочати будівництво школи потрібно було 1500 карбованців. У Київському банку лежало лише 1200 карбованців. Сільська громада вирішила попросити гроші, яких не вистачало, у поміщика Варварського, землі якого тягнулися вздовж траси. Але поміщик відповів, що на будівництво церкви дасть і десять тисяч, а на будівництво школи — ні копійки. Тоді сільська громада вирішила зібрати з кожної сім'ї по одному карбованцю сімдесят копійок. Так і розпочалося будівництво нового приміщення школи, першим директором якої був Діюк Антін Антонович.
З 1913 року по 1927 рік — двокласне земське училище.
З 1927 року по 1935 рік — семирічна школа.
З 1935 по 1947 рік — Моринська середня загальноосвітня школа Корсунського відділу народної освіти Київської області (у 1940—1941 рр. навчання було платним — 150 карбованців на рік).
З 1941 по березень 1944 року школа не працювала в зв'язку з німецькою окупацією.
Під керівництвом Калініченка Ладимира, першого післявоєнного голови сільської ради, школа була приведена в належний порядок, і весною 1944 року у відбудоване приміщення прийшло більше сотні дітей з сіл Ситники та Моринці. Учні не тільки навчались у школі, а й допомагали сільським трударям поставити на ноги колгосп, який на той час був без керівника.
З 1944 року по 1950 рік — Моринська семирічна загальноосвітня трудова школа Корсунь-Шевченківського відділу народної освіти Київської області.
Умови для навчання були тяжкі: підручників не було, а які були, то дуже старі і в малій кількості. Замість зошитів — газети, старі книжки, мішки з-під цементу. Писали діти чорнилами з бузини, огризками олівців. Навчальних посібників учителі не мали.
З 1950 по 1954 рік — Моринська середня загальноосвітня школа Корсунь-Шевченківського відділу народної освіти Київської області.
З 1954 по 1956 рік — Моринська середня школа відділу народної освіти виконкому Корсунь-Шевченківської районної Ради народних депутатів Черкаської області.
З 1956 по 1959 — Моринська середня загальноосвітня трудова політехнічна школа з виробничим навчанням відділу народної освіти виконкому Корсунь-Шевченківської районної Ради народних депутатів Черкаської області.
З 1959 по 1987 рік — Моринська середня загальноосвітня трудова політехнічна школа відділу народної освіти виконкому Корсунь-Шевченківської районної Ради народних депутатів Черкаської області.
З 1976 по 1988 рік — учні 8-10 класів здобували спеціальності тракториста, шофера, токаря, швачки в Корсунь-Шевченківському МНВК.
У 1974 році Ситницьку початкову школу приєднали до Моринської середньої школи.
У 1977 році виготовлено проектну документацію на нове приміщення школи на 320 учнів (проект 8-річної школи).
У 1983 році розпочато будівництво нового приміщення школи, навчання у якому розпочалося 1 вересня 1985 року.
3 листопада 1987 року Постановою Ради Міністрів УРСР Н2360 школі присвоєно ім'я Героя Радянського Союзу Харковця Анатолія Порфировича, а 28 жовтня 1988 року відкрито його меморіальну дошку.
З 1988 по 1993 рік — Моринська середня загальноосвітня школа з поглибленим вивченням трудового навчання відділу освіти виконкому Корсунь-Шевченківської районної Ради народних депутатів Черкаської області.
У 1988 році у другому корпусі старого приміщення школи було відкрито шкільний профцентр з навчальними майстернями по дереву, металу, швейної справи.
У 1989 році на території школи збудовано погруддя Героя Радянського Союзу А. П. Харковця.
З 1 вересня 1993 року — Моринська загальноосвітня спеціалізована сільськогосподарська школа I—III ступенів. Розпочато навчання: для дівчаток — кулінар, садівник-огородник, кондитер; для хлопчиків — столяр, слюсар, електрик, шофер.
4 грудня 2003 року школа відзначила своє 90-річчя, а у грудні 2013 року — сторіччя.
У 2003 році було відкрито дошкільну групу «Росинку», а навчальний заклад став Моринським навчально-виховним комплексом, який відвідують діти з Моринців, Ситників, Виграєва, Пішок, Нехворощі, Сотників, Саморідні.
6 жовтня 2016 року було відкрито меморіальну дошку випускнику школи Максиму Мариненку, який загинув у зоні АТО.

## Випускники
- Саченко Михайло Григорович — український поет, кінорежисер, кіносценарист, перекладач.
- Бур'ян Василь Степанович — місцевий поет, член літературно-мистецького об'єднання «Янталка».
- Мариненко Юрій Васильович — професор, доктор філологічних наук, викладач Київського національного лінгвістичного університету.
- Мариненко Максим Петрович — боєць 93-ї механізованої бригади, учасник АТО. Загинув у зоні проведення АТО.